# Église Santa Maria del Buonaiuto
L'église Santa Maria del Buonaiuto (en français : église Sainte-Marie-du-Bon-Secours) est une église romaine située dans le rione de l'Esquilin sur la Piazza Santa Croce in Gerusalemme. Ayant un statut d'oratoire, elle est adossée au mur d'Aurélien et dépend de la basilique Santa Croce in Gerusalemme attenante.

## Historique
L'érection de l'église est décidée par le pape Sixte IV en 1476 pour reconstruire l'ancienne église Santa Maria de Spazzolari qui faisait historiquement face à la basilique Santa Croce in Gerusalemme. Elle est par la suite allouée à la confraternité de Sainte-Marie-du-Bon-Secours dont elle prendra le nom.

## Architecture et ornements
L'architecture de cette église est extrêmement dépouillée, sans ornementation, avec une simple porte, surmontée d'une architrave en travertin et d'une fenêtre, et un petit campanile. Elle abrite à l'intérieur une fresque de la Madone à l'Enfant peinte par Antoniazzo Romano, qui initialement se trouvait dans une alcôve près de la basilique voisine. Selon la tradition, Sixte IV aurait trouvé refuge dans cette alcôve lors d'un violent orage et a demandé l'aide de la Vierge dépeinte. Ayant échappé à la foudre, il ordonne l'édification de la présente église et le transfert de la fresque en son sein.